# Greshicë
Greshicë è una frazione del comune di Mallakastër in Albania (prefettura di Fier).
Fino alla riforma amministrativa del 2015 era comune autonomo, dopo la riforma è stato accorpato, insieme agli ex-comuni di Aranitas, Ballsh, Fratar, Hekal, Kutë, Ngraçan, Qendër e Selitë a costituire la municipalità di Mallakastër.

## Località
Il comune è formato dall'insieme delle seguenti località:
- Greshice
- Greshice e r